# Transport kolejowy w Szczecinie
Transport kolejowy w Szczecinie – szczeciński węzeł kolejowy łączący 6 różnych kierunków linii kolejowych normalnotorowych zbiegających się w Szczecinie. Współcześnie wszystkie linie są czynne, obsługują ruch towarowy i pasażerski.

## Linie kolejowe

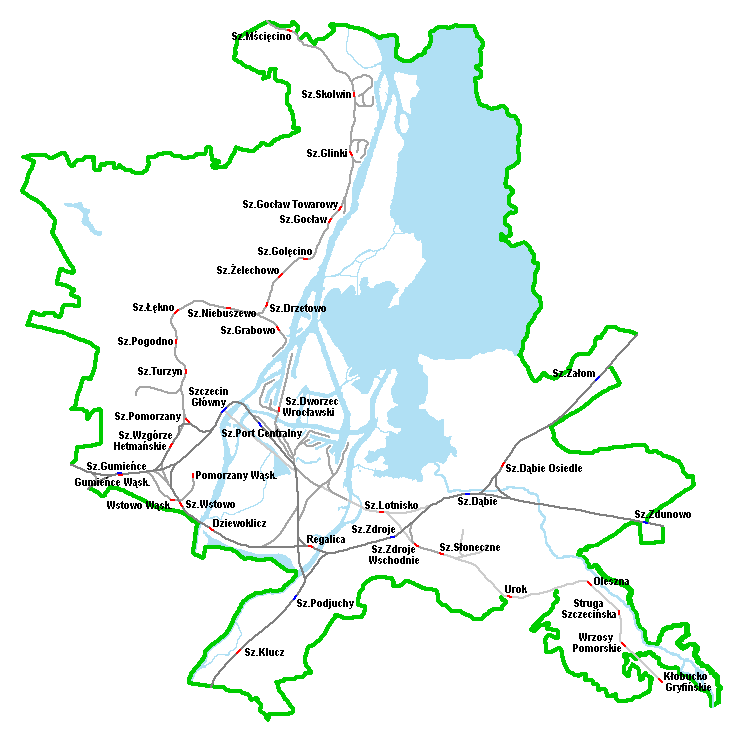
Szczeciński węzeł kolejowy

numeracja linii według wykazu linii kolejowych PKP D29, podano tylko istniejące linie kolejowe

### Czynne dla ruchu pasażerskiego
- 273 Wrocław Główny – Głogów – Zielona Góra – Kostrzyn – Gryfino – Szczecin Główny (przez Sz. Klucz, Sz. Podjuchy, SPA, SPB, Sz. Port Centralny), dł. 356,2 km, trasa zw. „Nadodrzanką”, w SRJP tabela 366 (Sz. Główny-Kostrzyn) oraz dalej 355 i 265.
- 351 Poznań Główny – Szamotuły – Krzyż – Choszczno – Stargard – Szczecin Główny (przez Sz. Zdunowo, SDA, Sz. Dąbie, Sz. Zdroje, Regalica, Dziewoklicz, Sz. Wstowo), dł. 213,5 km, w SRJP tabela 360 (od Stargardu także 361).
- 401 Szczecin Dąbie – Goleniów – Wysoka Kamieńska – Świnoujście Port (przez SDC, Sz. Załom), dł. 100,7 km, w SRJP tabela 370 (od Sz. Głównego).
- 408 Szczecin Główny – Granica Państwa (kier. Grambow – Pasewalk – Hamburg, przez Szczecin Gumieńce), dł. 13,1 km, w SRJP tabela 369.
- 409 Szczecin Gumieńce – Granica Państwa (kier. Tantow – Angermünde – Berlin), dł. 9,9 km, w SRJP tabela 368 (od Sz. Głównego)
- 428 Szczecin Dąbie – Szczecin Podjuchy (przez Sz. Zdroje), dł. 7,0 km.
- 855 SPA – Regalica, dł. 0,9 km.
- 857 SDA – SDC, dł. 2,3 km.

### Nieczynne dla ruchu pasażerskiego
- 406 Szczecin Główny – Police – Trzebież Szczeciński (przez SG11, Sz. Turzyn, Sz. Pogodno, Sz. Łękno, Sz. Niebuszewo, Sz. Żelechowo, Sz. Golęcino, Sz. Gocław, Sz. Stołczyn, Sz. Skolwin, Sz. Mścięcino), dł. 37,1 km, w SRJP (do 2002 r.) tabela 367. Linia ma status linii górskiej.
- 417 Szczecin Dąbie – Elektrociepłownia Kijewo (przez Sz. Zdroje Wschodnie), dł. 4,2 km.
- 432 Szczecin Wstowo – Szczecin Turzyn (przez Sz. Wzgórze Hetmańskie), dł. 4,3 km.
- 433 Szczecin Główny – Szczecin Gumieńce (przez SG11, Sz. Wzgórze Hetmańskie), dł. 3,1 km.
- 851 Szczecin Wstowo – Szczecin Gumieńce, dł. 2,2 km.
- 854 SPB – Dziewoklicz, dł. 5,1 km.
- 990 SPA – SPD32, dł. ok. 6 km.
- 991 SPA – SPC Lokomotywownia, dł. ok. 4 km.
- 992, 993, 994, 995 – tory łączące bocznic w obrębie Portu Szczecin-Świnoujście i wyspy Zaleskie Łęgi.
- 998 Sz. Wstowo – Elektrownia Pomorzany, dł. ok. 1 km.

## Stacje i przystanki kolejowe czynne

### Szczecin Główny

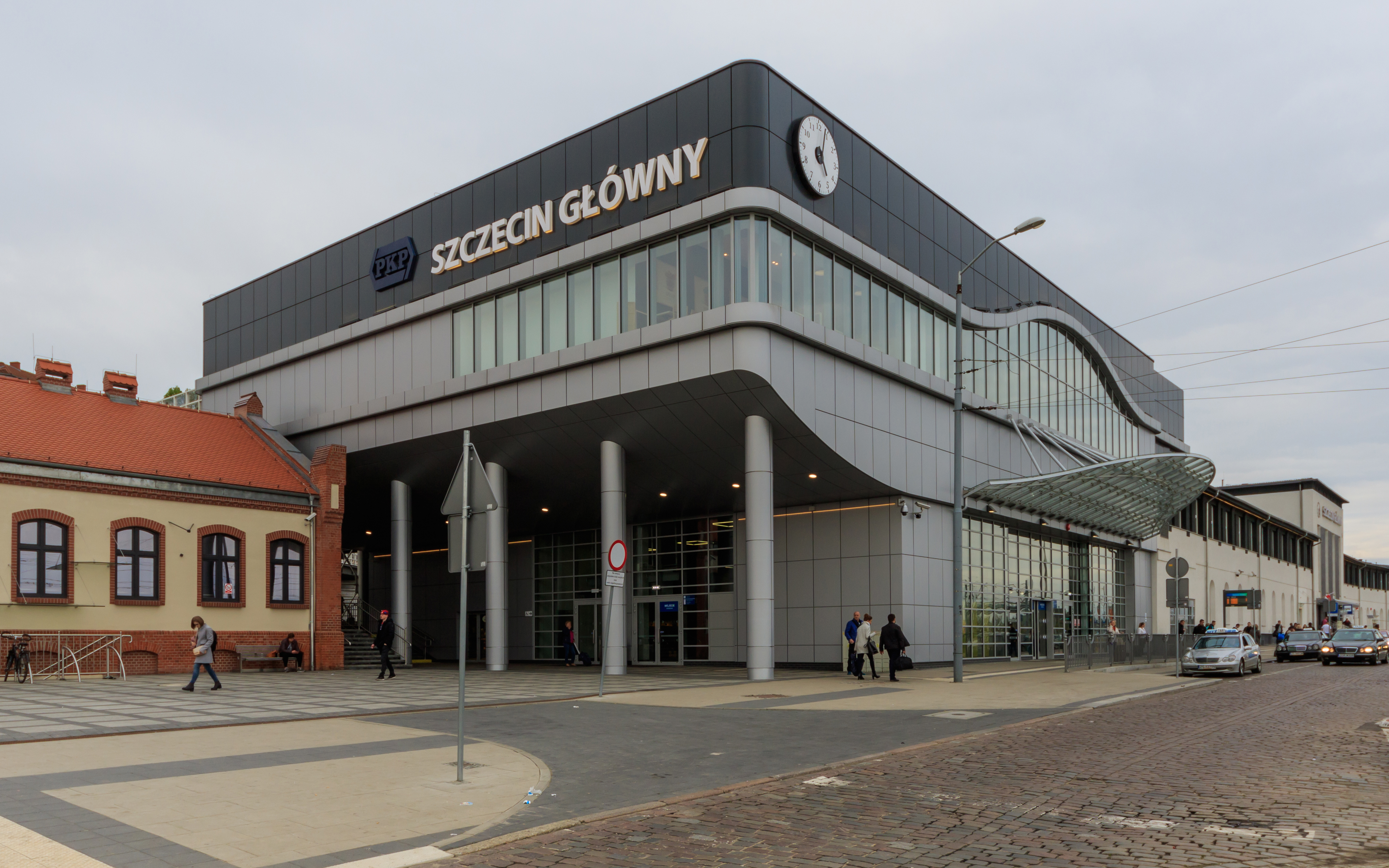
Szczecin Główny – budynek dworca

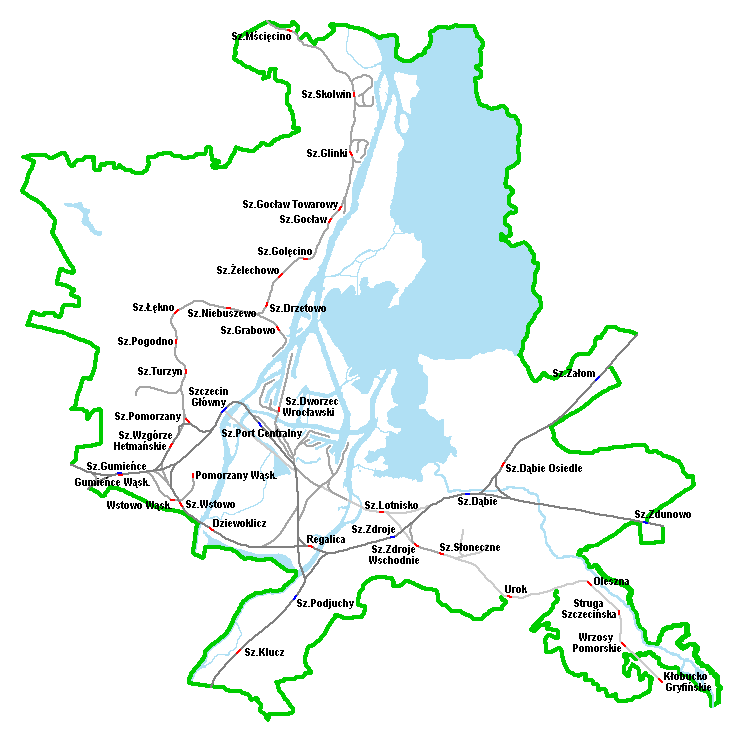
Lokalizacje stacji kolejowych w Szczecinie

(niem. Stettin Hauptbahnhof lub Stettin Hbf). Najważniejszy ze szczecińskich dworców, usytuowany przy ul. K. Kolumba na Nowym Mieście nad Odrą. W 1835 założono w Berlinie Komitet Budowy Kolei Berlińsko-Szczecińskiej . 15 sierpnia 1843 nastąpił moment przełomowy, kiedy pierwszy pociąg z Berlina wjechał na dworzec, o ówczesnej nazwie Berlinerbahnhof, czyli Dworzec Berliński, dając początek liniom kolejowym na Pomorzu. Budowa dworca była pierwszym etapem likwidacji obwarowań miejskich Fortu Prusy (Fort Preußen). W 1846 zbudowano linię kolejową do Stargardu (do 1848 przedłużoną do Poznania). Linia ta dobiegała do linii berlińskiej pod kątem prostym, bowiem dworzec był wówczas dworcem czołowym. Wymagało to wydrążenia 100-metrowego tunelu w skarpie wzgórza. Od dworca układ torów prowadził wówczas przez południową część wyspy Kępa Parnicka (obecna ul. Maklerska, niem. nazwa Eisenbahnstraße, czyli ul. Kolei Żelaznej), wzdłuż Kanału Rybnego (do 1859) oraz przez wyspę Siedlińską Kępę i wzdłuż obecnej ul. Hangarowej do dworca w Dąbiu. Do 1857 to przez Szczecin prowadziła linia kolejowa z Berlina przez Krzyż, Bydgoszcz i Tczew do Królewca. W 1859 przekształcono dworzec w przelotowy, budując obecny układ torów przez północną część Kępy Parnickiej i obecny dworzec Szczecin Port Centralny. W 1898 z dworca poprowadzono ostatnią linię – do Jasienicy. W skarpie została zlokalizowana nieczynna już lokomotywownia.

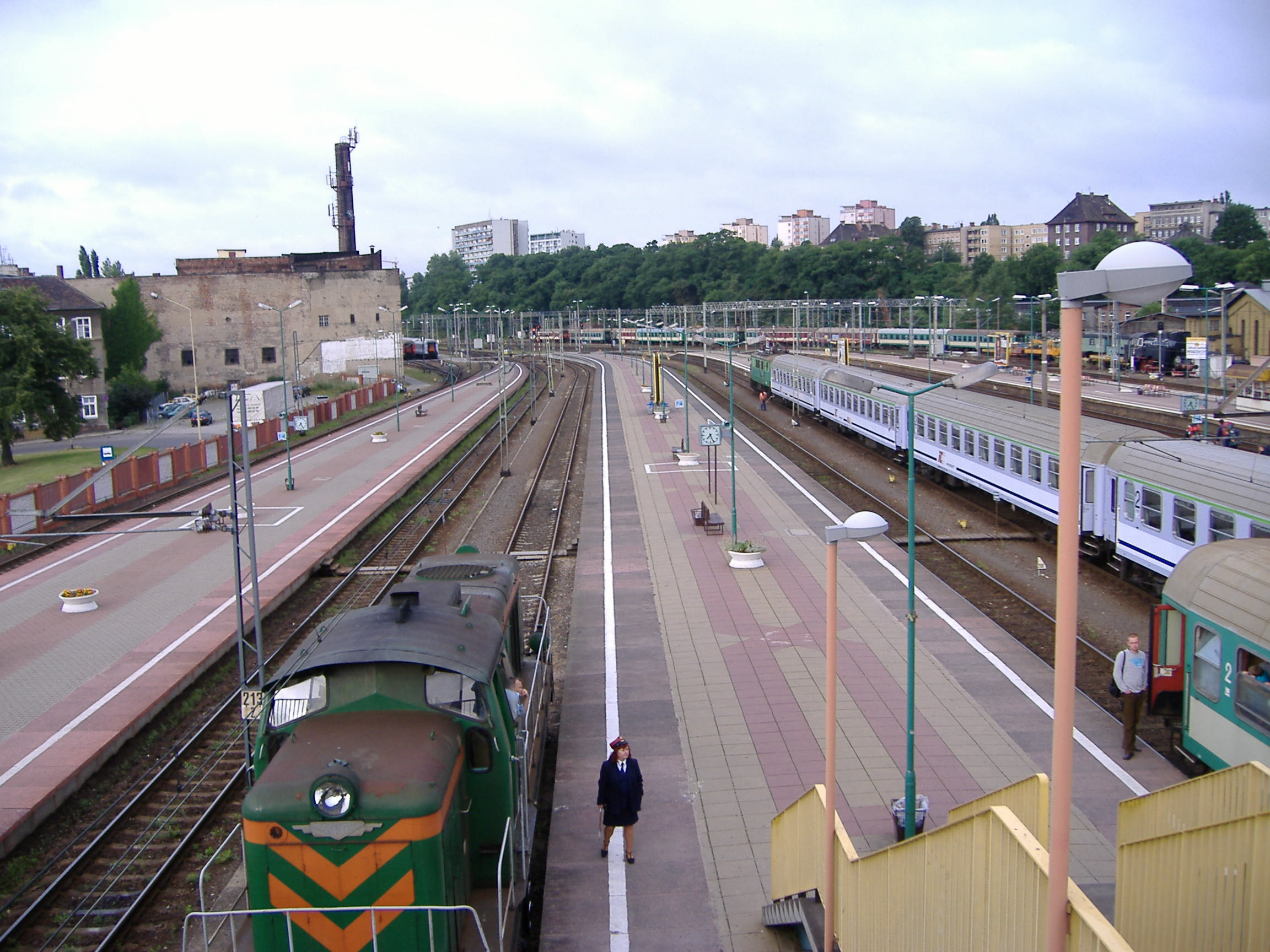
Szczecin Główny (widok w kierunku Pomorzan)

W latach 1975–1980 większość szczecińskiego węzła kolejowego została zelektryfikowana. Nieopodal stacji znajdują się 2 nastawnie: „SG” i „SG 11”. Obecnie na dworcu znajdują się 4 perony zadaszone wiatą. Na perony prowadzą przejścia nadziemne i podziemne. W pobliżu dworca, przy ul. Czarnieckiego znajduje się dyrekcja Zachodniopomorskiego Zakładu Przewozów Regionalnych. Na Dworcu zaczyna się i kończy Miejski Szlak Turystyczny. Przystanki ZDiTM w pobliżu: „SKM Dworzec Główny (Kolumba)”, „SKM Dworzec Główny (Owocowa)” i „Plac Zawiszy”.
W 2007 dworzec został częściowo odremontowany w związku z finałem regat The Tall Ships' Races. Odnowiona została elewacja gmachu od strony ulicy Krzysztofa Kolumba, a także odświeżony został hol dworca.

### Szczecin Dąbie
(niem. Altdamm), odległość od Szczecina Głównego: 15 km (dawniej 9,5 km). Dworzec i stacja węzłowa, najważniejsza na Prawobrzeżu. Położona jest przy ul. Stacyjnej nieopodal rzeki Płoni w Dąbiu. W okolicach stacji znajdują się 3 nastawnie: „SDB” (przy stacji) oraz „SDA” i „SDC”. Około 800 metrów za stacją tory rozgałęziają się w dwóch ważnych kierunkach: przez Goleniów do Świnoujścia oraz przez Stargard do Poznania Gł., Gdańska Gł. i Bydgoszczy Gł. W przeciwnym kierunku tory łączą stację z Dworcem Głównym (przez Port Centralny lub południowe Międzyodrze), ze stacją Szczecin Podjuchy oraz z nieczynną linią w kierunku Osiedla Słonecznego. W latach 1846–1945 istniał także skrót do Portu Centralnego przez stację Szczecin-Lotnisko. Pierwsze powojenne nazwy stacji to Dąbie Szczecińskie i Szczecin Dąb. 2 kilometry za stacją znajduje się łącznica dla pociągów jadących z Goleniowa do Stargardu omijających stację (pomiędzy nastawniami SDC-SDA). Na dworcu zatrzymują się wszystkie pociągi osobowe, pospieszne, InterCity oraz TLK. Obecnie znajdują się 2 perony zadaszone wiatą, na które prowadzi przejście nadziemne. Najbliższy przystanek ZDiTM „SKM Dąbie (Stacyjna)”.

### Szczecin Gumieńce
(niem. Scheune), odległość od Szczecina Głównego: 4,7 km. Stacja położona przy ul. Cukrowej w południowej części Gumieniec, nieopodal drogi krajowej nr 13, ostatnia pasażerska w granicach Polski przed wjazdem do Niemiec. W latach 1899–1945 w pobliżu stacji znajdował się także przystanek kolei wąskotorowej. Przy stacji znajduje się nastawnia „Gm”. Z Gumieniec prowadzi również bocznica do Cukrowni Szczecin. W latach 1945–1950 i 1972-2007 (do momentu przystąpienia do Strefy Schengen) kolejowe przejście graniczne (jedyne w obecnym województwie zachodniopomorskim) łączące z niemieckimi miejscowościami Tantow (w kierunku Angermünde i Berlina) oraz Grambow (w kierunku Pasewalku i Hamburga). Do 1973 Gumieńce były także zwykłą stacją w kierunku Dobrej Szczecińskiej. Obecnie większość przejeżdżających przez stację pociągów to krótkobieżne pociągi osobowe (najdalej do Berlina, Lubeki i Schwerina) obsługiwane szynobusami. W latach 2005–2010 kursował także Intercity do Amsterdamu, a w latach 2011–2012 Eurocity do Pragi przez Berlin. Wszystkie pociągi pasażerskie zatrzymujące się obecnie na stacji Szczecin Gumieńce obsługują koleje niemieckie Deutsche Bahn; w poprzednich latach (ostatnio w rozkładzie 2007/2008) kursowało kilka pociągów ze stacji Szczecin Główny, a także m.in. z Gryfina, Świnoujścia i Koszalina, z uwagi na znajdujące się niedaleko budynki Uniwersytetu Szczecińskiego. Dojazd ZDiTM do przystanku „Cukrowa”.

### Szczecin Podjuchy
(niem. Podejuch), odległość od Szczecina Głównego: 7,8 km. Kolejowa stacja węzłowa położona przy ul. Metalowej (droga krajowa nr 31) w południowej części Podjuch. Ze stacji tory prowadzą w trzech kierunkach: Szczecina Głównego (tylko przez Port Centralny, przez kolejowy most zwodzony), Dąbia i Gryfina. Przy stacji znajduje się nastawnia „SJ”. Zatrzymują się na niej wszystkie pociągi osobowe (dawniej także pospieszne) jadące w/z kierunku Gryfina i Zielonej Góry. Najbliższy przystanek ZDiTM „SKM Podjuchy”.

### Szczecin Port Centralny
(niem. Central Güter Bhf), odległość od Szczecina Głównego: 1,4 km. Dworzec ten usytuowany jest nieopodal ul. Gdańskiej (droga krajowa nr 10) na Międzyodrzu. Przez wiele lat pełnił tylko funkcję dworca towarowego (głównie do obsługi szczecińskiego portu), obecnie także osobowego. Od 1846, a przez Port Centralny od 1859 istniały tylko tory do Dąbia (przez stację Szczecin Lotnisko) i do Podjuch. W 1936 zbudowano tory w południowej części Międzyodrza wzdłuż ul. Krygiera wraz z trzecim mostem przez Regalicę (Odrę Wschodnią). Linię do Dąbia przez wyspę Siedlińską Kępę rozebrano w 1945. Oprócz stacji Szczecin Port Centralny („SPC”), istnieją także stacje towarowe, posterunki odgałęźne i nastawnie: Szczecin-Wstowo (nastawnia „WS”), Dziewoklicz („DZ”), Regalica („RG”), zlikwidowany Dworzec Wrocławski („SPC 32”) oraz „SPA”, „SPB”, „SPC 21” i „Zaleskie Łęgi”. Przy stacji znajduje się największa szczecińska lokomotywownia (Szczecin Port Centralny). Przystanek ZDiTM w okolicy: „SKM Port Centralny”.

### Szczecin Załom
(niem. Arnimswalde), odległość od Szczecina Głównego: 21,6 km. Stacja kolejowa położona na linii do Goleniowa przy ul. Produkcyjnej na szczecińskim osiedlu Załom nieopodal granicy miasta. Na stacji zatrzymują się tylko pociągi osobowe. Najbliżej zlokalizowany przystanek ZDiTM „SKM Załom (Kablowa)”.

### Szczecin Zdroje
(niem. Buchheide), odległość od Szczecina Głównego: 8,6 km (przez Port Centralny), 11,8 km (przez Dziewoklicz). Stacja kolejowa na linii łączącej Dąbie ze Szczecinem Głównym i Podjuchami, otwartej w 1936. Położona jest przy ul. Walecznych ok. 500 m od głównego skrzyżowania w Zdrojach nieopodal Parku Leśnego Zdroje. Nieopodal stacji znajduje się nastawnia „SE” (dawniej posterunek odgałęźny „Widok”) W okolicach znajdowała się nieistniejąca już stacja Zdroje Wschodnie. Niemiecka nazwa stacji w tłumaczeniu oznacza Puszcza Bukowa, położona była ok. 600 m dalej w stronę Podjuch, nieopodal obecnej ul. Letniskowej. Pierwsza powojenna polska nazwa to Zaborsko – sztuczna, wymyślona tylko dla tej stacji (nazwę Zdroje posiadała wówczas stacja później znana jako Szczecin Lotnisko). W Zdrojach zatrzymują się pociągi osobowe oraz wybrane pospieszne. W pobliżu znajduje się przystanek ZDiTM „SKM Zdroje”.

### Szczecin Zdunowo
(niem. Hohenkrug-Augustwalde), odległość od Szczecina Głównego: 21,4 km. Przystanek kolejowy położony na linii do Stargardu przy ul. Sokołowskiego, nieopodal granicy miasta, na styku osiedli Zdunowo i Wielgowo – stąd niemiecka nazwa. Na stacji zatrzymują się tylko pociągi osobowe. Przy stacji znajdują się przystanki: „SKM Zdunowo (Przytorze)", "SKM Zdunowo (Żuka)", "SKM Zdunowo (Bałtycka)".

## Linia do Trzebieży
Stacje na linii do Trzebieży (w kolejności od Szczecina Głównego). Linia zamknięta dla ruchu pasażerskiego w 2002.

### Szczecin Pomorzany
(niem. Stettin Pommerensdorf), odległość od Szczecina Głównego: 2 km. Przystanek osobowy w północnej części Pomorzan, zlokalizowany w dole alei Powstańców Wielkopolskich, nieopodal ul. Mieszka I (droga krajowa nr 13). Pierwsza stacja Pomorzany znajdowała się nieopodal ul. Grudziądzkiej, wówczas miała ona połączenie ze stacją Wzgórze Hetmańskie (Kosacken Berg). W latach 50. stacja została zlikwidowana, a w latach 80. przeniesiona na obecną lokalizację. Obecnie na terenie byłej stacji jest zlokalizowana nastawnia, posterunek odgałęźny „SG 11” Najbliższy przystanek ZDiTM „Dąbrowskiego”.

### Szczecin Turzyn
(niem. Stettin Torney), odległość od Szczecina Głównego: 3,7 km. Dworzec zlokalizowany przy ul. 26 Kwietnia na granicy osiedli Turzyn i Świerczewo. Przy stacji znajduje się nastawnia „SU”. Poza linią Szczecin- Trzebież, z Turzyna tory prowadzą także w kierunku stacji Wzgórze Hetmańskie i bocznicy na Świerczewie, długości ok. 10 km. Najbliżej zlokalizowany przystanek ZDiTM to „Turzyn Dworzec”.

### Szczecin Pogodno
(niem. Stettin Kreckower Straße), odległość od Szczecina Głównego: 4,8 km. Przystanek kolejowy zlokalizowany w dole ul. Mickiewicza, przy skrzyżowaniu z ul. Twardowskiego we wschodniej części Pogodna. Niemiecka nazwa stacji w tłumaczeniu oznacza ul. Krzekowską (obecna ul. Mickiewicza). Z tego względu pierwszą, błędną nazwą była Szczecin Krzekowo. Nazwę tę zmieniono już rok później. Przystankiem ZDiTM najbliżej położonym jest „Karłowicza”.

### Szczecin Łękno
(niem. Stettin Westend), odległość od Szczecina Głównego: 6 km. Stacja, a w późniejszym okresie – przystanek, zlokalizowana przy alei Wojska Polskiego (drogi wojewódzkiej nr 115 i jednej z najdłuższych ulic Szczecina), w zachodniej części osiedla Łękno. Tuż po wojnie błędnie nazwana Szczecin Pogodno. Stacja jest położona w pobliżu Różanki, Lasu Arkońskiego (część Puszczy Wkrzańskiej) i Parku Kasprowicza. Nieopodal stacji znajduje się przystanek ZDiTM „Łękno”.

### Szczecin Niebuszewo
(niem. Stettin Zabelsdorf), odległość od Szczecina Głównego: 8,3 km. Dworzec kolejowy zlokalizowany przy ul. Orzeszkowej 28a w centrum jednego z większych osiedli, Niebuszewa. Obecny budynek dworca został zbudowany ok. 1927. Z tego dworca do 1998 zaczynało trasę wiele pociągów osobowych i pospiesznych. Z Niebuszewa prowadzi także bocznica do stacji Szczecin Grabowo (Stocznia Szczecińska). Nieopodal stacji znajduje się nastawnia „SN”. Linia kolejowa dzieli Niebuszewo pomiędzy dwie dzielnice: Śródmieście (część południowa) i Północ (część północna). Najbliższy przystanek ZDiTM to „Dworzec Niebuszewo”.

### Szczecin Drzetowo
(niem. Stettin Bredow), odległość od Szczecina Głównego: 9,4 km. Przystanek położony w dole ul. Rugiańskiej w zachodniej części Drzetowa. Przez kilka miesięcy w 1898 była to stacja końcowa linii, a od momentu otwarcia do poszerzenia granic Szczecina w 1939 stacja była ostatnią w granicach miasta. Nieopodal stacji znajduje się przystanek ZDiTM „Rugiańska”.

### Szczecin Żelechowa
(niem. Züllchow), odległość od Szczecina Głównego: 10,8 km. Przystanek i ładownia położone przy ul. Hożej, ok. 250 m od głównej drogi łączącej Szczecin z Policami w centrum osiedla Żelechowa. Ze stacji prowadzi bocznica (obsługiwana przez stację Niebuszewo) do dawnej stoczni Vulcan (ob. stocznia remontowa „Gryfia”). Najbliżej zlokalizowany jest przystanek „Studzienna”.

### Szczecin Golęcino
(niem. Frauendorf), odległość od Szczecina Głównego: 11,6 km. Przystanek położony pomiędzy ul. Światowida a Strzałowską, nieopodal szpitala onkologicznego i zajezdni tramwajowej na osiedlu Golęcino. Krótko po wojnie nosiła nazwę Golęcino Szczecińskie. Najbliższy przystanek ZDiTM to „Świętojańska”.

### Szczecin Gocław
(niem. Gotzlow), odległość od Szczecina Głównego: 13,2 km. Stacja położona przy ul. Lipowej (wejście od ul. Koszalińskiej), ok. 200 m od nabrzeża Odry na osiedlu Gocław. W pobliżu stacji znajduje się nastawnia „SW”. Około 600 m na północ, przy ul. Nad Odrą, znajduje się także stacja Gocław Towarowy. Najbliżej położona jest pętla tramwajowo-autobusowa ZDiTM „Gocław”.

### Szczecin Stołczyn
(niem. Stolzenhagen-Kratzwieck), odległość od Szczecina Głównego: 15,6 km. Stacja położona przy ul. Nad Odrą, prowadzi z niej także bocznica do Huty Szczecin. Przy stacji znajduje się nastawnia „SL”. Niemiecka nazwa stacji oraz polskie powojenna (Stolec-Kraszewsko) i obecna, oznaczają położenie stacji na granicy dzielnicy Stołczyn oraz osiedli Kraśnica i Glinki. Najbliższy przystanek ZDiTM to „Zamknięta”.

### Szczecin Skolwin
(niem. Cavelwisch, później Odermünde), odległość od Szczecina Głównego: 18,2 km. Stacja kolejowa położona przy ul. Stołczyńskiej w południowo-wschodniej części osiedla Skolwin. Ze Skolwina prowadzi także bocznica do Papierni Skolwin. Przy stacji znajduje się nastawnia „SO”. Powojenna polska nazwa stacji to Żółwino. Budynek dworca jest obecnie zdewastowany. Do lat 30. istniała także druga stacja (niem. Scholwin), zlokalizowana przy zbiegu obecnych ulic Nowy Świat i Łomżyńskiej (w 20,0 km). W czasie istnienia obu stacji, ta zlokalizowana przy papierni nosiła (w tłumaczeniu) nazwę Babin od nazwy pobliskiego osiedla. W latach 30. stacja Scholwin została zlikwidowana, a później nazwy dzielnicy Skolwin i stacji Cavelwisch zostały zmienione na Odermünde. Najbliższe przystanki ZDiTM to „Skolwin Dworzec” i „Celulozowa” oraz (przy drugiej stacji) „Nowy Świat”.

### Szczecin Mścięcino
(niem. Messenthin), odległość od Szczecina Głównego: 21,4 km. Przystanek kolejowy położony w pobliżu granicy Szczecina i Polic przy ul. Przęsocińskiej (Szczecin) i Asfaltowej (Police) w Parku Leśnym Mścięcino (część Puszczy Wkrzańskiej). Nazwa stacji pochodzi od polickiego osiedla Mścięcino, lecz administracyjnie położona jest w granicach Skolwina. Pierwszą nazwą stacji po 1945 było Mierzęcin. Najbliższy przystanek ZDiTM to „Police Palmowa”.

## Stacje i przystanki nieczynne (na innych liniach)

### Szczecin Dąbie Osiedle
Przystanek kolejowy położony w odległości 16,5 km od Szczecina Głównego. Zlokalizowany na linii w kierunku Goleniowa, w okolicach ul. Kurpiów we wschodniej części Dąbia. Stacja została otwarta po II wojnie światowej, a przestała pełnić swoją funkcję w 2004. Najbliższy przystanek ZDiTM to „Dąbie Osiedle”.

### Szczecin Klucz
(niem. Klütz), odległość od Szczecina Głównego: 10,5 km. Położony był na linii w kierunku Gryfina przy ul. Rymarskiej (droga krajowa nr 31) na osiedlu Klucz, nad Kanałem Kluckim (dopływem Regalicy). Stacja została zlikwidowana w latach 90. XX wieku. Najbliższym przystankiem ZDiTM jest „Klucz”.

### Szczecin Wzgórze Hetmańskie
Stacja położona w odległości 2,9 km od Szczecina Głównego. Zlokalizowana w dole ul. Milczańskiej na Osiedlu Wzgórze Hetmańskie (w zachodniej części Pomorzan). Jest to stacja węzłowa na liniach Sz. Główny – Sz. Gumieńce (okrężna) i Sz. Wstowo – Sz. Turzyn. Przy stacji znajduje się nastawnia „SWH” oraz jedna z dwóch czynnych lokomotywowni w Szczecinie. Najbliższe przystanki ZDiTM to „Dunikowskiego” i „Frysztacka”.

## Stacje i przystanki nieistniejące

### Szczecin Dworzec Wrocławski
(niem. Breslauer Bahnhof, Breslauer Bhf.). Zlokalizowany był przy ul. Hryniewieckiego na wyspie Łasztownia na Międzyodrzu teren portu morskiego. Powstał w 1877 r. jako końcowy dworzec linii z Wrocławia (stąd jego nazwa), zwanej dziś potocznie „Nadodrzanką”. Brak połączenia z dworcem berlińskim (dziś Szczecin Główny) spowodował, że już w 1886 przestał pełnić funkcję dworca osobowego. Budynek dworca składał się ze stumetrowego pawilonu z reprezentacyjnym wejściem. W czasie bombardowań Szczecina w latach 1943–1944 budynek został zniszczony, a w latach 60. rozebrany. Dziś teren dworca pełni rolę stacji towarowej oraz posterunku odgałęźnego stacji Szczecin Port Centralny „SPD 32”. Najbliższy przystanek ZDiTM „Hryniewieckiego”.

### Dziewoklicz
(niem. Jungfernberg), odległość od Szczecina Głównego: 5,5 km. Stacja zlokalizowana była przy ul. Krygiera (droga krajowa nr 31) nieopodal Odry. Nazwa stacji pochodzi od położonego w pobliżu kąpieliska nad Kanałem Leśnym (Odyńca). Została otwarta po zbudowaniu linii z Dąbia do Szczecina Głównego, przez południowe Międzyodrze w 1936, a 10 lat później przestała pełnić funkcje stacji pasażerskiej. Obecnie znajduje się tam posterunek odgałęźny i nastawnia „DZ”. Z Dziewoklicza odchodzi także linia w kierunku nastawni „SPB”. W pobliżu znajduje się przystanek ZDiTM „Dziewoklicz”.

### Linia do Starego Czarnowa
Stacje na linii do Starego Czarnowa (w kolejności od Szczecina Portu Centralnego)

Na wielu mapach Szczecina i okolic wydanych po 2000 zaznaczona jest jeszcze cała linia z Dąbia do Sobieradza, chociaż tory istnieją tylko do ul. Dąbskiej.

#### Szczecin Lotnisko
(niem. Finkenwalde), odległość od Szczecina Głównego 6,8 km (tory już nie istnieją). Stacja zlokalizowana była przy ul. Hangarowej, na południowych krańcach lotniska, w północnej części Zdrojów (stąd niemiecka nazwa). Przez stację od 1898 prowadziły jedyne tory łączące Szczecin Główny z Dąbiem oraz linią do Sobieradza. W 1936 otwarto linię przez południową część Międzyodrza (Dziewoklicz). Linia ta po zburzeniu w czasach II wojny światowej północnego mostu nad Regalicą, którego już później nie odbudowano, stała się jedyną przeprawą łączącą Lewobrzeżną i Prawobrzeżną część miasta. W 1945 stacja Szczecin Lotnisko stała się początkową dla linii przez Stare Czarnowo do Sobieradza. Po wojnie nosiła nazwy: Czanowo i Zdroje. Pod koniec lat 60. zamknięto całą linię dla ruchu pasażerskiego, a w latach 70. tory z Lotniska do Dąbia i Zdrojów Wschodnich zostały rozebrane. Najbliższy przystanek ZDiTM „Hangarowa”.

#### Szczecin Zdroje Wschodnie
(niem. Brunner Straße), odległość od Szczecina Lotniska 1,9 km (tory już nie istnieją), od Szczecina Dąbia 2,2 km. Przystanek zlokalizowany był przy skrzyżowaniu ul. Przelotowej z ul. Lnianą (niemiecka nazwa tej drugiej to jednocześnie nazwa stacji) w zachodniej części Osiedla Słonecznego. Po 1945 nosiła także nazwę Burki. Do lat 20. stacja znajdowała się w okolicach skrzyżowania ul. Jaśminowej z ul. Gryfińską (niemiecka nazwa – nieznana). W 1966 wybudowano odcinek z Dąbia, po którym kursowały pociągi towarowe. W 1983 odcinek do stacji Osiedle Słoneczne został zelektryfikowany i na krótko przywrócono na nim ruch pasażerski. W latach 90. zlikwidowano sieć trakcyjną. Najbliższy przystanek ZDiTM „Lniana”.

#### Szczecin Słoneczne
(niem. Hökendorf), odległość od Szczecina Lotniska 2,7 km, od Szczecina Dąbia 4,9 km. Przystanek położony był przy skrzyżowaniu ulic Przelotowej i Łubinowej na Osiedlu Słonecznym. Wcześniejsza nazwa stacji to Szczecin Klęskowo. Za stacją znajduje się rozjazd w kierunku elektrociepłowni Kijewo, a ok. 50 m za ul. Dąbską znajduje się koniec torów. Najbliższe przystanki ZDiTM to „Osiedle Słoneczne” i „Przelotowa”.
Do roku 1997 na odcinku do przejazdu przez ulicę Handlową istniała sieć trakcyjna – w latach 80. XX wieku jeździły tam jednostki elektryczne.

#### Urok
(niem. Königsweg), odległość od Szczecina Lotniska 5,5 km. Przystanek zlokalizowany był przy ul. Świętochowskiego, przy południowej granicy miasta, ok. 750 m za przejazdem pod autostradą A6, przy potoku Niedźwiedzianka w lasach Puszczy Bukowej. Niemiecka nazwa stacji w tłumaczeniu oznaczająca Królewska Droga (Królewski Bruk), obecnie jest nazwą drogi leśnej ( niebieski szlak turystyczny) przechodzącej dawniej przez stację. Pierwszą powojenną nazwą stacji było Sicie. Ostatnia nazwa pochodzi od niezamieszkanego osiedla Urok. W pobliżu nie ma przystanków ZDiTM.

#### Oleszna
(niem. Henningsholm), odległość od Szczecina Lotniska 8,2 km. Przystanek zlokalizowany był przy skrzyżowaniu ul. Szosa Stargardzka i ul. Balińskiego na części osiedla Płonia zwanej Oleszną. Do 1992 tuż przed przejazdem przez drogę krajową nr 10 znajdował się koniec torowiska (ok. 100 m przed stacją). Przed Oleszną znajdowała się bocznica do fabryki betonu „Gryfbet”. Najbliższy przystanek ZDiTM „Szosa Stargardzka”.

#### Struga Szczecińska
(niem. Hohenkrug-Buchholz), odległość od Szczecina Lotniska 9,4 km. Przystanek położony był przy ul. Grońskiego, nieopodal drogi krajowej nr 3 (ul. Przyszłości) i rzeki Płonii na części osiedla Płonia zwanej Strugą. Za stacją znajdowała się bocznica do fabryki kontenerów „Gulf Intermodal” (dawny „Unikon”). Niemiecka nazwa pochodzi od nazw osiedli „Struga-Płonia”. Po wojnie przez krótki czas stacja nosiła nazwę Wyszomierz-Brudzewo. Najbliższy przystanek ZDiTM „Płonia”.

#### Wrzosy Pomorskie
(niem. Mühlenbeck), odległość od Szczecina Lotniska 11,2 km. Zlokalizowany był przy skrzyżowaniu ul. Pyrzyckiej (droga krajowa nr 3) i Wędrownej, która powstała na starotorzu. Niemiecka nazwa stacji pochodzi od nazwy osiedla Śmierdnica. Najbliżej położony przystanek ZDiTM to „Śmierdnica-Pętla”.

#### Kłobucko Gryfińskie
(niem. Kellerbecker Mühle), odległość od Szczecina Lotniska 12,5 km. Przystanek położony był przy drodze krajowej nr 3 przy przedłużeniu ulic Dobropole i Mostowej, poza administracyjnymi granicami Szczecina. Nazwa stacji pochodzi od szczecińskiego osiedla Kłobucko (część Jezierzyc). Około 1 kilometra od stacji znajduje się pętla autobusowa „Jezierzyce”.

## Stacje wąskotorowe

### Gumieńce Wąskotorowe
(niem. Scheune Ldb.), odległość od Casekow 38,3 km. Stacja zlokalizowana była przy ul. Cukrowej, nieopodal normalnotorowego dworca Gumieńce. Linia wąskotorowa, o prześwicie toru 750 mm, ze względu na przebieg nazywana CPO (Casekow-Penkun-Oder) powstała w dwóch odcinkach. Pierwszy z Casekow (węzeł z linią Berlin-Szczecin) do Gumieniec został otwarty w kwietniu 1899. Na drugim odcinku do Pomorzan, powstałym pół roku później istniał splot toru (tor trzyszynowy) dla kolei wąskotorowej 750 mm i normalnotorowej 1435 mm (dla pociągów jadących z Berlina i Pasewalku). CPO nie miała połączeń z innymi liniami wąskotorowymi. Od Warzymic do ok. 750 m za stacją Gumieńce linia była równoległa do normalnotorowej z Berlina do Szczecina. Z powodu przecięcia linii granicą państwową pomiędzy stacjami Barnimslow (Barnisław) i Ladenthin w 1945 część linii z Casekow do Gumieniec i środkowa szyna (dla linii wąskotorowej) z Gumieniec do Pomorzan zostały rozebrane. Tor o normalnej szerokości istnieje obecnie na większości szczecińskiego odcinka linii. Linia po wojnie wykorzystywana była tylko dla ruchu towarowego.

### Wstowo Wąskotorowe
(niem. Güstow), odległość od Casekow 40,4 km. Stacja zlokalizowana była przy skrzyżowaniu ul. Szczawiowej i Ustowskiej w południowej części Pomorzan, ok. 300 m od ul. Krygiera (droga krajowa nr 31). Nazwa stacji pochodzi od pobliskiej wsi Ustowo, przez dawnych pracowników kolei błędnie nazwanej Wstowo. Najbliższy przystanek ZDiTM to „Ustowska”.

### Pomorzany Wąskotorowe
(niem. Pommerensdorf Ldb.), odległość od Casekow 42,1 km. Stacja zlokalizowana była przy ul. Bydgoskiej we wschodniej, niżej położonej części Pomorzan. Na odcinku od wiaduktu do stacji występują liczne ubytki w torowisku. Linia prowadziła na nabrzeże Odry, dawniej istniała także bocznica (przecinająca ul. Szczawiową) do elektrowni Pomorzany (czynna jest jeszcze druga, nad ul. Szczawiową, obsługiwana z posterunku Wstowo). Najbliższe przystanki ZDiTM „Budziszyńska” i „Pomorzany-Dobrzyńska”.

## Stacje towarowe i posterunki odgałęźne
(ważniejsze)

### Szczecin Gocław Towarowy
Odległość od Szczecina Głównego 13,8 km. Stacja towarowa zlokalizowana przy ul. Nad Odrą na osiedlu Gocław, oddalona o ok. 600 m na północ od stacji „Szczecin Gocław”. Od 1945 r. aż do lat 70. czynna także dla ruchu pasażerskiego. Najbliższy przystanek ZDiTM „Gocław”

### Szczecin Grabowo
Odległość od Szczecina Głównego 9,8 km, od Szczecina Niebuszewa 1,5 km. Stacja towarowa zlokalizowana przy ul. Stalmacha w północnej części Grabowa. Obsługuje bocznicę stacji Szczecin Niebuszewo do Stoczni Szczecińskiej. Tory bocznicy łączą się także z torami tramwajowymi. Najbliższy przystanek ZDiTM „Lubeckiego”.

### Szczecin Wstowo
Odległość od Szczecina Głównego 3,8 km. Posterunek odgałęźny zlokalizowany przy ul. Krygiera nad zachodnim brzegiem Odry Zachodniej przy Moście Pomorzan. Ze Wstowa prowadzą tory w kierunku: Wzgórza Hetmańskiego, Gumieniec, dworca głównego oraz elektrowni Pomorzany (łącznica 998). Dwie ostatnie linie prowadzą przez wiadukty nad ul. Szczawiową, pod którymi prowadziła wąskotorowa linia CPO. Tor do stacji Szczecin Wzgórze Hetmańskie prowadzi przez wiadukt nad linią łączącą Szczecin Główny z Gumieńcami. Na Wstowie znajdują się nastawnie „WS” oraz „WS11” przy Elektrowni Pomorzany. Najbliższy przystanek ZDiTM „Elektrociepłownia”.

### Regalica
Odległość od Szczecina Głównego 9,4 km. Posterunek odgałęźny zlokalizowany przy ul. Krygiera nad zachodnim brzegiem Odry Wschodniej (Regalicy) przy Moście Gryfitów. Z nastawni „RG” prowadzą tory w kierunku Zdrojów, Dziewoklicza i nastawni SPA (Port Centralny). Najbliższy przystanek ZDiTM „Regalica”.

### SPA i SPB
Posterunki odgałęźne i nastawnie stacji Szczecin Port Centralny zlokalizowane na Międzyodrzu. Z SPA prowadzą tory w kierunku stacji Szczecin Podjuchy (pod wiaduktem linii Dziewoklicz-Regalica i ul. Krygiera, przez jedyny w Polsce czynny kolejowy most zwodzony), SPB, Regalicy, i bocznicy portowej przy Basenie Górniczym. Z SPB tory odgałęziają się w kierunku: stacji Szczecin Port Centralny, SPA, Dziewoklicza i Dworca Wrocławskiego.